# Rising Kingdoms
Rising Kingdoms è un videogioco di strategia in tempo reale ambientato in un mondo fantasy sviluppato dalla Haemimont Games e pubblicato da Black Bean Games per Microsoft Windows il 17 giugno 2005.
In seguito il gioco è stato distribuito gratuitamente su SROGAMES, oltre a essere disponibile per i Windows Tablet, tramite il supporto touchscreen.

## Modalità di gioco
Il gioco è incentrato sullo sviluppo dell'impero e sulle battaglie tattiche dinamiche e dispone di entrambe le modalità di Strategia e Campagna nel mondo fantasy di Equiada.
In modalità Strategia, il giocatore è in grado di selezionare tra 3 principali razze (Umani, Abitanti della Foresta e Abitanti delle Tenebre); in aggiunta a queste tre fazioni principali, il giocatore è in grado di catturare, sottomettere e sviluppare cinque fazioni indipendenti (Ombre, Nomadi, Draghi, Troll e Elfi). In combinazione con la razza principale del giocatore, queste fazioni secondarie forniscono un bene prezioso quando si scontrano con i loro avversari.
Nella modalità Avventura, il giocatore controlla un gruppo di eroi al seguito di una piccola squadra di soldati, scoprendo segreti oscuri e colpi di scena sorprendenti durante lo svolgersi dell'avventura. La storia si estende su diverse generazioni raffiguranti potenti artefatti antichi, l'ascesa e la caduta di sovrani potenti e regni gloriosi, e la nascita di nuove razze e creature mistiche, il tutto in tre campagne, ognuna dedicata a ciascuna delle tre razze principali.